# Championnat d'Équateur de football 1972
Navigation
Saison précédente Saison suivante
La saison 1972 du Championnat d'Équateur de football est la quatorzième édition du championnat de première division en Équateur.
Le fonctionnement du championnat change à compter de cette saison. Huit équipes prennent part à la Série A, la première division, au sein d'une poule où elles affrontent leurs adversaires deux fois, à domicile et à l'extérieur. À la fin de cette première phase, les deux premiers du classement se qualifient pour la Liguilla, les deux derniers sont relégués et remplacés opar les deux meilleurs clubs de Série B, la deuxième division équatorienne. La deuxième phase fonctionne exactement comme la première, avec le système de qualification pour la Liguilla et la relégation. En fin de saison, les clubs qualifiés pour la Liguilla se disputent le titre national.
C'est le Club Sport Emelec qui remporte la compétition après avoir terminé en tête de la Liguilla, en devançant El Nacioanl et le double tenant du titre, Barcelona Sporting Club. C'est le 4e titre de champion d'Équateur de l'histoire du club.

## Compétition
Le barème utilisé pour établir les divers classements est le suivant :
- Victoire : 2 points
- Match nul : 1 point
- Défaite : 0 point

### Première phase

#### Les clubs participants
| - Club Sport Emelec - Barcelona Sporting Club - Club Deportivo El Nacional - CDU Católica del Ecuador | - Centro Deportivo Olmedo - América de Quito - LDU Quito - Club Social y Deportivo Macara |

#### Classement
| Rang | Équipe                         | Pts | J  | G | N | P | Bp | Bc | Diff |
| ---- | ------------------------------ | --- | -- | - | - | - | -- | -- | ---- |
| 1    | Club Deportivo El Nacional     | 18  | 14 | 7 | 4 | 3 | 33 | 19 | +14  |
| 2    | Barcelona Sporting Club T      | 17  | 14 | 7 | 3 | 4 | 24 | 15 | +9   |
| 3    | Club Sport Emelec              | 17  | 14 | 5 | 7 | 2 | 17 | 12 | +5   |
| 4    | Club Social y Deportivo Macara | 14  | 14 | 5 | 4 | 5 | 24 | 25 | -1   |
| 5    | América de Quito               | 13  | 14 | 4 | 5 | 5 | 15 | 17 | -2   |
| 6    | LDU Quito                      | 13  | 14 | 4 | 5 | 5 | 18 | 23 | -5   |
| 7    | CDU Católica del Ecuador       | 12  | 14 | 5 | 2 | 7 | 17 | 18 | -1   |
| 8    | Centro Deportivo Olmedo        | 8   | 14 | 2 | 4 | 8 | 20 | 39 | -19  |

|  | Qualification pour la Liguilla |
|  | Relégation en Série B          |
|  | T : Tenant du titre            |

- Barcelona Sporting Club et Club Sport Emelec doivent disputer un match d'appui pour déterminer quelle équipe termine à la 2e place et ainsi obtient son billet pour la Liguilla.

| Équipe 1                | Résultat | Équipe 2          |
| ----------------------- | -------- | ----------------- |
| Barcelona Sporting Club | 1 - 0    | Club Sport Emelec |

### Seconde phase

#### Les clubs participants
| - Club Sport Emelec - Barcelona Sporting Club - Club Deportivo El Nacional - Deportivo Quito - Promu de Série B | - LDU Portoviejo - Promu de Série B - América de Quito - LDU Quito - Club Social y Deportivo Macara |

#### Classement
| Rang | Équipe                         | Pts | J  | G | N | P | Bp | Bc | Diff |
| ---- | ------------------------------ | --- | -- | - | - | - | -- | -- | ---- |
| 1    | Club Sport Emelec              | 20  | 14 | 7 | 6 | 1 | 28 | 14 | +14  |
| 2    | Barcelona Sporting Club        | 17  | 14 | 7 | 3 | 4 | 26 | 15 | +11  |
| 3    | Deportivo Quito P              | 17  | 14 | 6 | 5 | 3 | 23 | 23 | 0    |
| 4    | Club Deportivo El Nacional     | 14  | 14 | 5 | 4 | 5 | 14 | 16 | -2   |
| 5    | LDU Portoviejo P               | 12  | 14 | 3 | 6 | 5 | 18 | 19 | -1   |
| 6    | América de Quito               | 11  | 14 | 4 | 3 | 7 | 13 | 18 | -5   |
| 7    | LDU Quito                      | 11  | 14 | 3 | 5 | 6 | 18 | 24 | -6   |
| 8    | Club Social y Deportivo Macara | 10  | 14 | 3 | 4 | 7 | 14 | 25 | -11  |

|  | Qualification pour la Liguilla                   |
|  | Participation au barrage de promotion-relégation |
|  | T : Tenant du titre P : Promu de Série B         |

- La saison prochaine doit se disputer à 12 équipes et il n'y a donc normalement aucune équipe reléguée en Série B à l'issue de la seconde phase. Cependant, comme lors de la saison 1970, la fédération impose un nombre limité de clubs issus de la région de Pichincha, ce qui oblige les clubs de LDU Quito et de CDU Católica del Ecuador à disputer un barrage de promotion-relégation. Catolica remporte le barrage et envoie LDU Quito en deuxième division la saison prochaine.

### Liguilla
| Rang | Équipe                     | Pts | J | G | N | P | Bp | Bc | Diff |  | Résultats (▼ dom., ► ext.) | Eme | ElN | Bar |
| ---- | -------------------------- | --- | - | - | - | - | -- | -- | ---- |  | -------------------------- | --- | --- | --- |
| 1    | Club Sport Emelec          | 5   | 4 | 2 | 1 | 1 | 9  | 5  | +4   |  | Club Sport Emelec          |     | 1-0 | 5-1 |
| 2    | Club Deportivo El Nacional | 4   | 4 | 1 | 2 | 1 | 8  | 6  | +2   |  | Club Deportivo El Nacional | 2-2 |     | 3-0 |
| 3    | Barcelona Sporting Club T  | 3   | 4 | 1 | 1 | 2 | 6  | 12 | -6   |  | Barcelona Sporting Club T  | 2-1 | 3-3 |     |

|  | Qualification pour la Copa Libertadores 1973 |
|  | T : Tenant du titre                          |

## Bilan de la saison
| Championnat d'Équateur de football 1972 |                                                                                               |
| Champion                                | Club Sport Emelec (4e titre)                                                                  |
| Qualifications continentales            |                                                                                               |
| Copa Libertadores 1973                  | Club Sport Emelec                                                                             |
| Copa Libertadores 1973                  | Club Deportivo El Nacional                                                                    |
| Promotions et relégations               |                                                                                               |
| Promus en Primera División              | CDU Católica del Ecuador Club 9 de Octubre Atlético Riobamba Guayaquil Sport Deportivo Cuenca |
| Relégués en Segunda División            | LDU Quito                                                                                     |